# Шан-сюр-Марн (дворец)
Шан-сюр-Марн — небольшой загородный дворец времён Людовика XIV на берегу Марны в одноимённом предместье Парижа. Дворец построен в 1699—1706 годах иждивением двух финансистов, Ш. Р. де Латуана и П. Пуассон де Бурвале, по проекту отца и сына Булле. Регулярный усадебный парк устроил в 1710 году Клод Дего, племянник Ленотра.
Владелец усадьбы в 1718 году попал в Бастилию по обвинению в растрате казённых средств, а дворец был отдан внебрачной дочери короля, которая не замедлила передать его в уплату долгов своему двоюродному брату, герцогу де Лавальеру. При Лавальерах интерьеры дворца были декорированы в стиле рококо; в частности, появился любопытный образчик шинуазри — Китайский салон. С июля 1757-го по январь 1759 года во дворце проживала маркиза де Помпадур, потратившая на его обустройство 200 000 ливров.
Шарль де Голль в 1959 году распорядился отреставрировать Шан-сюр-Марн с тем, чтобы здесь проживали посещающие Францию с визитами главы иностранных государств. В 1974 году дворец стал общедоступным музеем. В связи с трудностью доступа в Версаль и другие королевские резиденции именно в Шан-сюр-Марне традиционно проходят съёмки фильмов на сюжеты из истории Старого режима («Железная маска», «Опасные связи», «Мария-Антуанетта» и др.).